# ويلمار كابريرا
ويلمار كابريرا (بالإسبانية: Wilmar Cabrera)‏ (مواليد 31 يوليو 1959) هو لاعب كرة قدم. يلعب مع منتخب الأوروغواي لكرة القدم. سبق له أن لعب في كأس العالم لكرة القدم مع منتخب بلاده.

## روابط خارجية
- ويلمار كابريرا على موقع الاتحاد الدولي (مؤرشف)  (الإنجليزية)
- ويلمار كابريرا على موقع قاعدة بيانات كرة القدم.إي يو (الإنجليزية)
- ويلمار كابريرا على موقع ناشيونال فوتبول تيمز (الإنجليزية)
- ويلمار كابريرا على موقع عالم كرة القدم.نت (الإنجليزية)